# Logografia
Logografia (gr. lógos „słowo”, gráphein „pisać”) – technika szybkiego zapisywania tekstów mówionych polegająca na tym, że kilka osób zapisywało kolejno po kilka słów, co pozwalało później odtworzyć całość. 
Sposób ten stosowano w starożytnych Atenach do protokołowania zgromadzeń ludowych i rozpraw sądowych, zwłaszcza przed areopagiem. Zawodowymi logografami byli często znani ateńscy mówcy i obrońcy sądowi, m.in. Isajos i Dejnarchos. Logografia współistniała  z rozwijającymi się w starożytności, głównie w Rzymie, sposobami zapisów tachygraficznych (stenograficznych). Zainteresowanie sposobami szybkiego zapisu tekstów  pojawiło się ponownie wraz z rozwojem parlamentaryzmu w nowożytności. W sposób logograficzny spisywano m.in. w Polsce diariusze sejmowe. Powstanie w XVIII i XIX w. nowoczesnych systemów stenograficznych wyeliminowało logografię z praktycznego użytku. 